# 赤松貞明
赤松 貞明（あかまつ さだあき、1910年（明治43年）7月30日 - 1980年（昭和55年）2月22日）は日本の海軍軍人。最終階級は海軍中尉。日中戦争、太平洋戦争の撃墜王。

## 経歴
1910年（明治43年）7月30日高知県土佐郡秦村（現高知市）で測候所長の子として生まれる。中学海南学校を卒業し、1928年（昭和3年）6月佐世保海兵団に入隊、四等水兵。1929年（昭和4年）大村航空隊所属の柴田武雄中尉の従兵となる。柴田によれば、赤松は外出しては酔って暴れ、そのたびに柴田がもらい下げにいったという。1931年（昭和6年）6月、第17期操縦練習生。教官は源田実大尉。1932年（昭和7年）3月、同修了。その後、大村航空隊、空母「赤城」、「龍驤」、「加賀」に配属。
1934年、横須賀海軍航空隊に配属。精鋭の実験部隊であり、特殊編隊飛行の公演も行った源田実分隊（通称源田サーカス）に所属。赤松は海軍初の全金属製単葉機の実験にも参加していた。
1935年10月に横空分隊長に着任した柴田武雄大尉によれば、柴田は体質もあって空戦に弱かったため、赤松は柴田を見くびっていたが、柴田考案の旋回戦法を試した際に勝ったことがあるという。

### 日中戦争
1937年（昭和12年）12月、日中戦争に伴い上海で編成された第十三航空隊に配属。1938年（昭和13年）2月25日、初陣を経験。南昌爆撃の九六式陸上攻撃機編隊の掩護任務で出撃。指揮官は田熊繁雄（たくましげお）大尉。南昌基地上空高度5000mに密雲があり、爆撃隊は3000mで上空に進入。18機の戦闘機隊でその上空を掩護。赤松は第一中隊第三小隊長として参加。赤松は後ろの編隊の一番機だった。雲の上に敵機が潜むかもしれないと注意しながら進んでいき、南昌上空に達したとき、上空から敵機のI-15、I-16が30機攻撃してきた。日本側の戦闘機隊は18機。編隊は散開して大空戦になった。低位からの空戦で日本側は苦戦になり、田熊大尉機は撃墜されてしまった。優勢な敵機群に1対1の単機空戦でかかって苦い失敗の経験をしたので、これ以来編隊空戦の訓練の必要性を痛感した。この空戦で赤松はI-15 3機不確実、I-16 1機確実撃墜を報告した。
その後、12空に配属。赤松によれば、12空飛行隊長岡村基春少佐と編隊空戦の是非でもめて海軍を除隊するも、即日服役延期を受けて面白くない日々を過ごし、偶然鹿児島で前からよく知っていた源田実少佐に会ったので「もうそろそろ、よいでしょう。海軍を辞めさせてくれ」と相談すると、源田少佐は日米開戦を暗示し「一人でも搭乗員が欲しい時でもあるし、今度の戦は容易ならぬ事」と諭したため、思い直して軍に復帰したという。
宜昌攻撃では、日本側は6機で飛行場の飛行機列を地上銃撃中だったところを上空から中国軍機I-15 10機の襲撃を受ける。赤松らは、地上すれすれを飛行していたため急激な回避運動ができない絶体絶命の危機に立たされ、僚機2機を撃墜され自身も機体に10数発被弾したが生還した。赤松は、中国戦線では日本側が絶対優勢で暴れまわれたから、このように苦しい戦闘にも危険な戦闘にもあったのだ、と考えていた。航空機殲滅戦をしたときは、戦闘機が60kg爆弾を2発抱いて飛行場の格納庫や対空銃座に落とし、上空を戦闘機隊が掩護する中、着陸して飛行機の燃料タンクを撃ち抜き着火してまわった。
1938年7月12日17時、飛行隊長小園安名少佐が司会を務め、12空戦闘機隊から36名の戦闘機搭乗員たちが集めて撃墜100機座談会が行われた。赤松も参加しており「実戦は訓練よりも楽だ。我々は射程外から撃つことはなく相手がわかるほど近接して撃つので危険だが命中率もよく相手の操縦者が撃たれたのも手に取るように見える。」と語っている。

1938年7月18日早朝、南昌攻撃　12空の赤松の隊は15空の南郷茂章大尉の隊の後上方を掩護する形で南昌上空に進入。南郷隊が九江から入り南昌へ旋回してゆく時に、赤松は前方にI-15、I-16からなる15機の編隊を発見した。南郷隊も発見し、その後上方にまわりこんだ。増槽（落下式燃料タンク）を落として戦闘準備に入ったが南郷機からは増槽が落ちていなかった。南郷機はそのまま機首をダイブして降下攻撃、射撃命中し、相手機は直ちに激しく炎上した。南郷大尉機は次の機を攻撃しようと機首を引き起こして上昇体勢に入ったが機は上昇せず、そのまま炎上している敵機にぶつかってゆき、南郷機も炎上して落下していった。赤松が飛行練習生を命じられたとき、兵学校出身の南郷もまた飛行学生として飛行訓練を同じ霞ヶ浦航空隊で源田実大尉から訓練を受け、航空母艦赤城戦闘機隊でも赤松は小隊長である南郷の列機をつとめた間柄であった。赤城乗組の時、横須賀の射撃訓練で南郷と海上を飛行する曳的の吹流しへの射撃で、南郷が列機の赤松に「どっちが多くあてるか競争しよう」と言って競い初日は南郷が勝ち、赤松はパイナップルの缶詰2つを買わされた。赤松はとても残念に思い、翌日は赤松からもう一度競争を申し込み、今度は赤松が勝つことができた。南郷は横須賀の街まで出て、人形を買ってきてくれた。赤松の家庭ではちょうどそのころ娘が生まれたばかりだった。赤松は嬉しく思い、その人形を家でずっと大切にしていた。
1938年9月、空母「蒼龍」に異動。広東攻略戦に参加。
赤松は、ソビエトの飛行機の搭載したソビエト製の機銃が優れていることを中国戦線で経験した。日本の戦闘機は肉薄射撃で対抗していた。ソビエト製戦闘機は1,000mの距離から射撃しはじめ、遠距離からもよくあたっていたことはノモンハン空戦の経験をした陸軍航空隊からも情報を得ていた。
1939年、鈴鹿航空隊配属。第二次戦闘機無用論のあおりで戦闘機隊を外れて内地に帰還し、偵察員養成の鈴鹿空で練習機の操縦員を務めていた。

### 太平洋戦争

#### 三空
1941年4月、新設された第3航空隊に所属。零式艦上戦闘機に搭乗する。
赤松によれば、司令の亀井凱夫大佐は英国で戦闘機編隊空戦を学んで帰国した日本海軍の戦闘機搭乗員出身で、全海軍の中でだれとだれが強い、ということをよく知っており、集められた准士官以上は非常に癖があり、下士官クラスも古い者は荒っぽい搭乗員ばかりだった。赤松の経験では、戦争に強い者は事務をなおざりにしがちであり、3空の隊員たちは、マナーのきちんとした海軍の普通の軍人とはちがっていて、荒武者のようであり、戦争には強いがマナーは最低で、「一家」など、やくざっぽい言葉を平気で使っていた。赤松自身は、喧嘩は嫌いだったつもりだが腕力には自信があったという。赤松は戦闘機乗りは一騎討ちと同じで一人一人が強くなければ勝てず、戦闘機乗り気質もそこから生じたもの、と考えていたという。
また、赤松によれば、3空の隊員たちの意気込みのすごさは出撃した戦闘機で引き返した機がなかったことに現れていたという。開戦当時は、通常の飛行隊では零戦が50機出撃したら5、6機はエンジンが悪いとして引き返すのが普通だった。しかし3空では亀井司令自身の訓示から凄い気合だった。「基地を飛び立ったら戦場に着かなければ帰ってくるな！戦場でエンジンが停まったら手でプロペラを回して飛んで戻って来い！途中で帰ったらぶった切る！」という司令の言葉は激烈だったがベテランの搭乗員たちとは気心が通じていて、精神主義ではなく自分たちは何をすべきか、訓示の意味はわかっていた。空中戦は、味方機側の機数が減少すると加速度的に不利になり敗北し仲間の戦死が増える。長時間の長距離進攻作戦では完全なエンジン機体整備が不可欠。司令の訓示をうけて、赤松たち搭乗員たちはみな出撃前夜は夜も寝ずに、自分の飛行機を納得ゆくまで徹底的に整備していたという。
1941年（昭和16年）12月8日太平洋戦争の開戦時、3空は台湾の高雄基地からフィリピンのクラーク基地空襲に成功する。参加した赤松はフィリピン・イバ基地上空で米陸軍・カーチスP-40戦闘機1機を撃破。翌9日にはマニラ上空でP-40戦闘機1機を協同撃墜。
ダバオ基地へ移動して1941年12月28日タラカン島基地を攻撃。メナド基地へ移動して1942年1月15日、16日にアンボン基地を攻撃。
1942年（昭和17年）2月3日、3空の27機と台南空27機が協同でスラバヤを攻撃した。スラバヤ上空でアメリカ空軍、オランダ空軍連合との間に大規模な空中戦が発生。このとき、水上の飛行艇を銃撃し終えた先任分隊長黒澤丈夫大尉が低空でP-40から後上方につかれて攻撃され、クイックロールを2回繰り返し相手機を前方に出した際に危険な低速状態に陥っていた黒澤機を、赤松が上空から助けに入り相手のP-40を撃墜した。
1942年3月4日、3空は小スンダ列島の東端、ティモール島クーパン基地からのオーストラリアのポートダーウィン攻撃に参加。基地から目標のない海上を片道480カイリ (890km) を往復長距離飛行して戦闘するため、燃料の都合上、目標地上空での空中戦時間は20分が限界だった。日本側は戦闘機38機。当日、ポートダーウィン上空には豪州空軍は戦闘機50機以上が待機していた。双方とも同高度で、相手を発見したのも同時で、空中戦闘に入り、日本側編隊は最初に左に回った。指揮官機がそのまま巴戦に入っていったのを見て、赤松は9機をひきいて一旦高度をとって上空から巴戦中の相手機を攻撃した。赤松の隊の最初の攻撃で4機が炎上して墜落していったが、落下傘が開いたので墜落機はすべて豪州軍側だったと判った。赤松はこの戦闘で3機を撃墜した。日本側の零戦は全機無事だった。
赤松は、このとき英空軍・スーパーマリン スピットファイアと機種識別した戦闘機1機を撃墜し、また相手側は英国からの援軍で優秀なパイロットたちだったと聞かされたという。ただし、欧州戦線のパイロットたちが太平洋戦線、中国・ビルマ・インド戦線（CBI）へ進出したのは1942年晩秋10月の第3週以降で、スピットファイアMkVと零戦隊の戦闘機隊同士の戦闘が最初に発生したのは1943年3月2日である。
赤松の記憶では、ポート・ダーウイン攻撃で戦っていたころの3空の搭乗員にはベテランが多く結集し、飛行時間が数1,000時間以上の優秀な搭乗員ばかりだった。相手と同数ならば決して負けることはなかった。豪州ポート・ダーウィン攻撃の戦闘がおわり大東亜戦争に一段落ついたので、各基地の搭乗員の入れ替えがあった。そのときにベテランたちは各基地に散らばった。隊に補充されてのこったのは若い搭乗員ばかりになるので、どうしても戦力は低下した。そのころの列機搭乗員たちは若くて、赤松には使いきれなかった。
赤松の戦闘体験および印象によれば、開戦時の卓越した腕を誇るベテラン搭乗員たちが多く搭乗した零戦は、緒戦期のアメリカ軍P-40や豪州軍機、のちに赤松の仲間たちがソロモン戦線で戦ったアメリカ軍グラマンF4F、そして英国軍機に対して著しく強く無敵を誇ったという。
1942年（昭和17年）5月、内地に帰還し、大村航空隊に着任。1942年9月下旬、後輩の戦闘機搭乗員岩井勉によれば、岩井の結婚式会場に遅れて素っ裸で乱入し『私のLoverさん〜南洋じゃ美人』と歌い踊り参列親族の怒りを買い、若い後輩教員たちも海軍搭乗員の歌『飛行機乗り〜今日は花嫁、明日は後家ダンチョネ』を歌いあきれられたという。
1943年（昭和18年）7月、第331航空隊に着任。1943年12月31日、英領インドのカルカッタ空襲に参加。英空軍のスピットファイア戦闘機2機を撃墜。

#### 三〇二空
1944年（昭和19年）1月、内地に帰還し、本土防空のために新設された第302航空隊に配属。赤松は雷電隊・零戦隊の若者たちに空中戦闘方法を教えており、飛行学生卒業したての若い士官たちも赤松のことを親しみを込めて「松ちゃん」とよんで尊敬していた。
1945年（昭和20年）2月17日、米艦載機群による関東地区空襲の際には、まずは午前中、迎撃の零戦8機の一番機として出撃し、雪のちらつく東京湾上空で、米海軍第58機動部隊の十数機のグラマンF6Fヘルキャット戦闘機と交戦。射撃の一撃目、二撃目でグラマンF6Fヘルキャット戦闘機2機を撃墜。しかし、この午前の戦闘での列機の被害も大きく、午後は残された2機のみで再出撃。赤松は相模平野上空を引き上げるF6Fヘルキャット戦闘機編隊に後上方から襲いかかり、午後の空戦でも最初の一撃で1機を撃墜。この日列機とあわせ合計5機のヘルキャット戦闘機の撃墜を報告。
午前の赤松の列機は、若い士官中尉で望んで「松ちゃん」の列機で飛びたいと言った者だった。後ろ上空に味方機編隊がいてくれるところで、零戦2機でF6F 20機ほどの編隊への攻撃に入った。赤松は攻撃まえに他のF6F編隊も上空にあることも目視で確認していた。彼は2機をたてつづけに撃墜した。列機も1機を初撃墜した。攻撃した相手編隊は3機撃墜された後、上空の零戦隊のカバー範囲の外へ退避し、それを見た赤松はそこで引き返した。しかし若い列機は血気にはやって深追いし戻ってこなかった。
午後、赤松は再び零戦で邀撃戦闘に上がった。今回は2機だけだった。相模平野上空4000mを零戦2機だけで飛行中、下方にグラマンF6F 50機編隊が帰途、相模湾へ向かっているのに遭遇した。上空の優位から攻撃し1機撃墜したが、空戦中に優位の高度差をスピードにかえている有利が失われたので、その後はただ逃げる一手のみで色の濃い地上の松林、谷間、森陰をつかい身を隠しながら厚木まで帰った。グラマンF6Fは飛行機の上昇性能が零戦よりはるかによいので上昇されたら零戦は追いつけず、零戦はいったん速度が落ちたら高度の優位を回復することは不可能だったからだ。しかし若い列機は最初の1機撃墜のあと勝ちに乗じてそのまま次の相手を攻撃にかかっていってしまい、別の相手機から撃たれて撃墜されてしまった。列機の様子は農夫が上空の戦闘を最初から最後まで確認しており、知らされた。
1945年4月7日　この日以降、来襲するB-29には硫黄島基地から多数のP-51が掩護についてくるようになった。
厚木の302空はこの日に夜間戦闘機隊が掩護のP-51により大損害を被ったので、夜間戦闘機隊の昼間邀撃戦闘はそれ以降中止され、以後は夜間に1機ずつ進入してくるB-29の邀撃だけを担当した。この日の昼間、赤松は列機1機とともに雷電で出撃し、千葉県沖でP-51を1機個人撃墜、1機を列機と協同撃墜してきた。
また雷電隊も、掩護されたB-29に対する攻撃は、以降はできなくなった。専ら、優秀な機体性能かつ編隊空戦に熟練した搭乗員のP-51多数機編隊と戦うこととなった。
302空は翌日4月8日から1ヶ月間、沖縄菊水作戦の支援で九州の鹿屋基地へ順次、零戦隊、雷電隊を送り出した。第1陣の指揮官は寺村純郎大尉、赤松貞明少尉、そして若い片山市吾中尉。4月12日、片山中尉は零戦制空隊として奄美大島上空で交戦戦死。留守中の厚木の302空本隊は4月19日に大被害を受けた。福田英中尉は体調不良を押して雷電に搭乗し保土ヶ谷上空で戦闘中、第15戦闘航空群第78飛行隊長ジェームズ・タップ少佐搭乗のP-51から攻撃を受け搭乗機左胴体部に被弾、次の瞬間搭乗機は火を噴いて空中分解し彼自身も戦死した。その後も厚木雷電隊は九州鹿屋基地へ支援を出した。
5月に九州各地の零戦隊、雷電隊は厚木本隊に戻ったが、調子のよい雷電は大村の352空に引き渡していて、厚木に戻ってきた雷電はエンジントラブルを抱えた調子の悪い機体だった。
1945年5月29日　昼間、横浜市はB-29 500機編隊による大空襲をうけた。この日、厚木302空戦闘機隊の組織的戦闘段階は終了した。赤松は横浜市街上空で米陸軍ノースアメリカンP-51マスタング戦闘機75機の大編隊にたった1機で空戦を挑み、1機を確実に撃墜して包囲網を破り無事飛行場に帰着するという離れ業を演じている。
雷電隊、零戦隊は昼間の空襲に備えて待機していたが、5月は暫く昼間の空襲はなく、夜間空襲が続いていた。その日、昼間に警報が発令され、B-29の第1波10数機編隊は雲の下を高度6000mで富士山方向から横浜方面へ進入してきた。その上方の雲の下すれすれにP-51が約50機で掩護していた。厚木302空が準備できたのは零戦8機、雷電8機、しかし実際に邀撃戦闘に参加できたのは零戦8機と雷電3機だった。雷電はエンジントラブルのため4機がエプロンで発進中止、離陸後にも1機が黒煙を吹き出して飛行場へ戻った。零戦隊8機はB-29編隊に突っ込んだところを上空のP-51から攻撃されてちりぢりになり、雷電3機も1機ずつちりぢりになって囲まれ、多数機のP-51に囲まれて編隊攻撃を受けた。厚木302空は邀撃戦11名中、未帰還2名を出した。
零戦隊は隊長機を含む5機、雷電隊は隊長機を含む2機を戦闘中に撃破された。零戦被撃墜戦死1機、搭乗員重傷で帰還中の雷電小破1機は飛行場着陸手前まで来て墜落戦死、5名は炎上・負傷で戦闘空域離脱途中に機外脱出し落下傘降下で生還、基地に着陸したのは雷電隊2番機（塚田浩機）1機、零戦隊3機だけで壊滅した。
翌日の新聞で、空襲したB-29は約500機、P-51は約100機と報道され、戦闘機機数の差に302空搭乗員たちの士気は落ちた。戦後に、5月29日に横浜を空襲したB-29は517機、それを掩護し機銃掃射したP-51は101機とされた。横浜全土は焦土と化し、市民約30万名が被災し、約1万名の犠牲のため異様な焼けた臭いのする煙が立ち昇った。
来襲してきたアメリカ空軍の報告では、この5月29日に赤松中尉（5月付で昇進）は零戦単機で第45戦闘機隊のP-51の75機編隊に飛び込んできたと伝えた。赤松はP-51を1機撃墜したあと、多重の包囲網攻撃の中をかいくぐって無事に戻っていった。対戦相手のアメリカ陸軍第45戦闘機隊トッド・ムーア中佐は、その空中戦闘はアメリカ陸軍航空隊では名誉勲章（最高の勲章）に値するほど見事だったと報告した。
同年6月10日にはオベル・S・ウッド大尉指揮下のB-29「シティーオブプロビデンス」（機体番号#42-63567）を機銃掃射で撃破。撃墜は不確実だったが搭乗員はウッド機長以下全員戦死した。
1945年6月23日午後、B-29 3機、P-51 75機が関東地区に来襲、茨城県の各飛行場を空襲した。若い上野典夫大尉は雷電に搭乗し邀撃戦闘、千葉県上空でP-51と空戦に入ったが被弾、機外脱出し落下傘降下中にP-51の銃撃をうけて戦死。
同日午後、邀撃戦闘で雷電に搭乗した赤松中尉と河井繁次飛曹長の2機小隊は、相模原市上空で下方を飛ぶ米陸軍ノースアメリカンP-51マスタング戦闘機2機小隊を発見した。赤松らは日本海軍の雷電2機小隊で「摺り鉢戦法」による優位からの編隊空戦を実施した。急襲の初撃で1機撃墜した。列機の河井飛曹長機は上空掩護の位置について、残った相手機が体勢挽回のため隙をみてズーミング上昇しようとする機先を牽制し抑え込みつつ、攻撃担当の赤松機は垂直旋回のダイブ攻撃からのズーミングで速度と高度を維持しつつ後上方攻撃を繰り返す、編隊空戦の基本的な連携攻撃を繰り返すことでP-51を計2機撃墜を報告した。
7月、雷電を操縦して相模湾上空で米海軍グラマンF6Fヘルキャット戦闘機と渡り合い、格闘戦の末これを撃墜したあと燃料切れとなり、横須賀航空隊に不時着。「雷電はいい戦闘機だ。もう少し燃料が積めたらもっといいが」の言葉を残し、補給後、厚木基地へ帰って行った。
1945年7月1日、日映の「日本ニュース　No.254　海の荒鷲「雷電」戦闘機隊」 において1945年初夏ごろの厚木基地で、降下体勢からの水平旋転ひねり込みの仕方を指導する赤松の姿がある。若年下士官搭乗員たちが飛行場そばで輪になって集まって赤松を囲んで立ち、下士官搭乗員の一人が若手たちのなかで、小さな雷電の模型を1機、右手にもっている。赤松は両手に雷電の模型をもっている。搭乗員が「このように敵の追従をうけたとき、被追従者はどのように逃げればよいでしょうか？」と攻撃姿勢で降下中の飛行機模型を手に、その後ろ上から攻撃してきた敵機を左手のひらで表現しつつ示すと、赤松中尉は雷電の模型を2機もちながら「右、右側からこのように攻撃されたら、操縦桿をぐいっと一杯倒す・・・」と、手で飛行機を下への動きをし、もう一度2機を上から下へやり、「このようになるが、ハーフロール（スプリットS）でそのまま下がっちゃあ、だめだ。」模型2つをロール途中姿勢で下方降下に、双方がさがってゆく様子を見せ「このように、こう逃げるように。そうすれば相手はついてこれない、な。」（降下姿勢からロールをとめずにつづけて反対側に抜け上がってゆく腕の動きを示す。翼面荷重の重い米軍機は縦の動きについてこられない。）

#### 戦後
1945年8月終戦。戦後は高知県に戻った。
1953年2月、旧陸海軍の友人たちと資金を出し合い、社団法人西日本軽飛行機協会を設立した。パイパーカブ小型機を購入し「南風号」と名付け、運航部長兼操縦士を務めた。拠点飛行場は、日章飛行場跡。平時は主に高知漁業組合の仕事を請け負ったが、救難活動にも従事した。
戦後10年たったころに第一次戦記ブームが起こり、赤松も自身の回想録「日本撃墜王」を書いている。
1980年（昭和55年）2月22日逝去。享年69。

## 人物
岩井勉は、「赤松空曹長と言えば、海軍戦闘機搭乗員の古豪で、戦闘機の関係者のなかでは誰一人として彼を知らない者はないほど有名である。体格もよく、顔立ちも美男子の部類に属し、酒は二人前以上いけるし、口は雄弁であり、本職の戦闘機操縦技量は、誰にも劣らぬ腕前と胆力をもっている。また武技、体技にも秀でており、柔道、相撲、水泳を合わせて十一段と自称しており、たしかに何をやらせても強かった。しかし、そのなかでも最も有名ですぐれているのは女遊びではなかったろうか。それも人目をはばかってコソコソやるのではなく、公然とやるのだから愉快である。」と語っている。
坂井三郎は、「大先輩赤松中尉は頭脳明晰、気力体力ともに抜群で柔道、剣道、弓道、相撲合わせて十五段、水泳も抜群の猛者で、全盛期には日本海軍戦闘機隊では戦技、右に出る者はいないと言われるほどの強者。下士官時代には勇気あまって若干の粗暴の振る舞いありと批判されたこともあったが、おくればせながら准士官、特務士官と進級するうちに人格を増し、大東亜戦争に入っても老練、なお日本海軍戦闘機隊に赤松ありと認められ、部下、後輩たちからも尊敬畏敬された強者であり、よき指導者でもあった。」「迎撃戦闘機である雷電でヘルキャットと互角に渡り合える戦闘機パイロットは、後にも先にも赤松中尉のほかにはいないだろう。このときの赤松先輩の勇姿を、私は今も忘れない。」と語っている。

## 空戦

### 成績
最終飛行時間　6,000時間以上。日中戦争での撃墜数は単独11機、太平洋戦争では単独27機である。8年にわたる空戦経験の中で一度も撃墜されず、負けたことがなく、負傷したこともなかった。機体への被弾も5回のみである。
赤松は自伝で「記録にはないが、私の撃墜数は350機程と思い、日中戦争で242から243機撃墜と思い、太平洋戦争では百数十機ほどでしょう。数だけなら世界記録だろうがあの時代の特殊なものであり、飛行機の進歩発達はそのスピードと同じように急速で隔世の感があり、戦法が全く異なってきたから現在では個人でこの数を撃墜することは及びもつかなくなった。支那事変中、自分より多く撃墜したものが2人おり、小泉藤一は十機ほど私より多く、あともう一人いたが、二人とも南方で戦死した」とも述べている。

### 戦法
赤松は部下に対しては米軍機への深追いを強く戒め、強がって敵編隊の先頭にかかることなく、端の弱い奴から叩いていくよう強調していた。
飛行時間は搭乗員が訓練や戦闘で飛行機にのった時間を正確に計測して毎日自分の航空記録ノートに記入している個人の飛行時間の総計で、大型機、小型複座機、戦闘機も同じ飛行時間数で飛行時間を評価された。赤松個人の考えでは、戦闘機乗りは1回の訓練が30分ほどなのに比べ、大型機は1回の訓練で4時間、5時間乗るので、戦闘機搭乗員の飛行時間は大型機の3倍くらいの価値があるはずだ、と考えていた。赤松は、大戦の後半戦で相手機の方が数が多くなって飛行性能が優秀になったときには、この搭乗員の練度の差は生死に大きく影響したと語っている。
赤松らは、後上方から射撃するときは修正角射撃で5度前方を狙えと若年搭乗員たちを指導した。5度前方とは具体的には「相手機体の約1倍半ほど先方空間を狙う」ことだった。後上方攻撃も真後ろ上方ではなく角度がついていて、照準の十字の中央を狙うとその後の修正がしにくいが、5度前方を狙えば弾丸が命中しやすく、弾道が前すぎても後ろに落ちることはないため、その後で照準修正する機体操縦もしやすかったという経験からだった。そしてその指導効果は厚木302空の実戦でも出た。目標を狙うときは通常は照準器の十字を使って狙うが、空中戦では飛行機は互いに高速で進んでいるので、相手機を十字の中心で狙ってしまうのでは、機銃弾が銃口から出て相手機に到達するまでの時間のうちに弾道がズレてしまう。弾の飛行速度と相手機との距離、飛行速度のノット数で、何度前を狙うべきかは、すでに計算で結果が出ていた。しかし軍艦の大砲のように角度30度ではどこを狙う、角度60度ではどこを狙う、速度が速ければどこを狙う、と実際の戦闘でその場で人間が計算しながら修正角射撃で撃つことは、瞬間的な射撃判断が必要な機動中の空中戦ではできない。実際に照準器の中心を軸線整合で5度前にずらすことも提案したが、これは退けられた。

赤松の経験では、20mm機銃の威力は大きく、防弾のよいアメリカ軍戦闘機、B29などの大型機に対する邀撃には不可欠だった。20mm弾は相手機に命中するのがよくわかった。至近距離ではタンクに命中すると白煙を噴くのが見え、炸裂弾は命中して当たるとパッと真っ赤に炸裂し黒っぽい暗緑色塗装の機体ではピカピカと光って爆発し、どこに着弾しているのかよく見えた。相手機P-40のとき操縦席風防で爆発したのが目視でき、操縦士がやられた飛行機は燃えないが機がガックリとひっくり返りまっすぐ垂直に地上に墜落した。
本土防空戦の横須賀上空邀撃戦で20mm機銃が故障し、グラマンF6Fに対して7.7mm機銃だけで射撃したときは、10mの近くから近接射撃しても、操縦席の背中には鉄板があり、燃料タンクには防火用ゴムが巻いてあり、相手機の飛行士の顔もはっきり見え弾丸はブスブスと吸い込まれてゆくのが見えたがどうしても火を吹かず、効果がなかった。その後に相手機の飛行士を直接狙うため斜め位置につくことができたが、斜め銃を積み重くなった機体は性能が劣るため相手機は離脱していった。
赤松は自機に被弾を経験したことも5回あり、アメリカ軍機の 12.7mm弾に被弾したときは大きな音がし、機体が割れて空中分解するように思えた。
赤松は、飛行機では肉を切らせて骨を切るという体当たり戦法は本当の戦法ではない、と考えていた。空中戦では、相手を切るだけで、味方には肉も皮も切らせてはいけない、そういう風に戦闘を指揮するべきと信じていた。編隊空戦は互いにカバーし合って被害を少なくした。しかし実際には海軍の戦闘機隊の戦法は体当たり精神で戦われていた。若い人は相手機を撃墜するが自分も撃墜されていた。赤松には、合理的に見ればそれでは割に合わないことだと考えていた。
赤松たちベテラン戦闘機搭乗員は、空中戦の最中は座席シートでバンドを締めてはいなかった。じっと前をみているのではなく、伸び上がって横を見たり、後ろを見たり下を見ながら操縦していた。相手機にいつ突然やられるかわからず、空中戦の教訓「敵機は太陽の中にあり」「見えざる敵機こそ諸君を撃墜する」の教訓は真実だったことを実戦で学んだ。
赤松は横空で摺り鉢戦法と呼ぶ編隊戦法を研究していた。赤松によれば、日中戦争前には横須賀航空隊以外ではまったく編隊空戦の訓練をしていなかったという。これは相手の機の数よりも味方機の数が多く、自機・味方機のズーム上昇（運動エネルギー（速度）と引き換えに位置エネルギー（高度）を得る機動）性能が相手機より同等以上に優れているときに被害なく使えた（後のジェット時代のいわゆるハイスピードヨーヨーに似ている）。摺り鉢の底に相手機を見下ろしながら摺り鉢の縁の円でかこんで垂直旋回をくりかえす。機首下げて加速つけ引き起こしズーム上昇しながら垂直旋回を続ける。I-15のズーミング上昇性能は96戦より弱いので垂直旋回を繰り返しているうちにどんどん高度差がついてくる。相手機群を足下に追い込んでおいてから上から上方攻撃を繰り返す。この戦法は、太平洋戦線の戦争末期には逆に性能の優れたアメリカ軍機からよく使われてしまい、日本機に被害が多かった。

戦闘機も飛行機としての旋回半径はきまっている。水平面を旋回する垂直旋回、垂直面を旋回する宙返りの2とおりがある。飛行技術としては、旋回で最小半径で旋回するためには、飛行機をすべらさずに一杯に操縦桿を引っ張れば最も小さく旋回できる。日本海軍戦闘機隊のなかで、この旋回半径をさらに小さくする方法を考え出したのがヒネリだった。赤松の見解では、ヒネリの目的は旋回半径を小さくするために行う、全く無理な操縦方法だった。旧海軍戦闘機隊の飛行機操縦では滑らせて旋回すると旋回半径は必ず大きくなるので厳禁されていたが、このヒネリでは猛烈に滑らせることによって旋回半径を小さくしていた。
赤松の説明では、後方から相手機に撃たれたとき、機首を斜めに引き上げて飛行機は斜め宙返りをはじめるが、ヒネリでは引き上げた途中で半横転をする。普通の完全横転をするとインメルマンターンになってしまう。背面気味の機が片方の翼を上に、片方の翼を地に垂直気味になる。その状態で後ろから追いかけてくる相手機を見ながら機体の頭を上げて方向舵を一杯に切って失速気味の飛行機をすべらせながら相手機の方向へ機首をむける。相手機がまっすぐ宙返りすれば、自分の機体は遅れ、元の方向に向くまでに前方に飛び出た相手機の後方に回っている。また、相手機にとっては、強いGで視野が狭まる宙返り途中で前方機にグルグルとひねられると、直後に同じ運動をしようと思っても操作できず、前方機を見失った。「グンとしゃくり上げてポンとひねりこむ」、機首を急激にあげて速力を落とすことが難しかった。機首をあげないうちに速力がでていて行うとそのまま前方への背面飛行に入りハーフロール（スプリットS）で下方へ墜落して行く。斜め宙返りの途中でひらりと身をかわす力のいらない肩透かしのように見えるが、ひねる操作には非常に強い腕力を必要とした。このため赤松は302空で、古い機材の零戦で訓練試合中に、ヒネリ操作中に補助翼の操縦索を切ってしまった経験が一度あった。操縦者は通常の空中戦では横転しているときでも体は飛行機に垂直に座席に吸い寄せられていて不安定にはならないが、ひねりこみの場合はそのバランスが崩れ、赤松は座席から体がのめりそうになり、足で力一杯踏みこたえなければならなかった。
赤松たち、横須賀空での戦闘機隊員たちの見解として、宙返り中の縦のヒネリは実際の空中戦で使うのは非常に危険だった。相手機に後方から撃たれているときに機首を上げるのは相手に全身をさらすことになったからだ。実際に後に実戦でひねりこみをやろうとして機首を上げたために撃たれた者は多かった。そこで縦宙返りでやっていたひねりこみ操作を横の水平面旋回でヒネリをやる戦法が考えられた。後方の相手機の射撃を横の水平面で垂直旋回をして横にかわして逃れるとき、相手機がついてくるなら、ぐるっとひねって滑らす旋回（旋転）をすると高度は下がるが相手機は前方につんのめる。その変化技は、開始時は角度0度から70度までの上昇で、クイックロールの半回転〜1回転までを相手機の動きと状況によって方向舵での横滑り操作と組み合わせていて、これらの空中戦法は支那事変勃発前の海軍横須賀空戦闘機隊で、皆でずいぶん知恵をしぼり研究し合った。赤松の意見では、失速気味のひねりは実戦ではよいが訓練で使うのは事故しやすく危険だった。
赤松はこの方法を部下に指導した。後ろにつかれたら絶対に機首を引き上げるな、横に逃げておいてひねって射線をかわしてから縦の空中戦にもってゆけば絶対に照準はつけられないから、と教えた。戦闘機は翼面荷重が重くなると特に縦の旋回性能、縦の空中戦性能がわるくなる。雷電にもその傾向があったが、特にグラマン F6F、P51 はみな同じで、横に旋回していた。
赤松には第二次大戦の最後のころに50機相手に1機で飛び込んでも撃墜されずになんとか帰ってくる自信があった。単に逃げてはすぐに落とされてしまう。その回避方法は、弾があたらない方へと自分の飛行機をうごかしてゆくことだった。戦闘機の銃は前方に向いて固定されている。相手機から撃たれているとき弾が見えていればあたっていないので、射弾回避しながら今度はこちらが撃てる方向へ相手機を追い込んでいった。ひねりで一瞬で後ろにつくと相手機は驚いて降下していった。相手50機の中に1機で飛び込んでも1機か2機撃墜したあと多数の相手機に囲まれたときもひねりで射線をかわして攻撃しながらふりきって逃げてなんとか帰還できた。全体の状況判断しながらの操縦を必要としたが頭で考える余裕はなく、これは飛行時間の少ない者には実施困難だった。しかし熟練パイロットたちは身につけた操縦で瞬間にこの機動ができた。弾が見えていれば自機にあたっていなかったが、弾が見えなかったときは初弾から当たっていた。